# زلزال ميندوزا 1927
زلزال ميندوزا 1927 هو زلزالٌ وقعَ في ميندوزا في الأرجنتين بتاريخ 14 أبريل 1927.